# Charles Stanley, VIII conte di Derby
Charles Stanley, ottavo conte di Derby (19 gennaio 1628 – Liverpool, 21 dicembre 1672), è stato un politico e militare inglese.

## Biografia
Charles Stanley era figlio di James Stanley, VII conte di Derby e di sua moglie, Charlotte.
Col titolo di lord Strange, prese parte alla Guerra civile inglese parteggiando per i parlamentari e dispiacendo profondamente suo padre che invece sosteneva il partito dei realisti. Dopo la sconfitta di questi ultimi, mentre si trovava in Francia, Charles seppe della cattura del padre e della sua condanna alla pena capitale nel 1651. Inutilmente cercò di salvare il genitore che venne decapitato a Bolton in quello stesso anno.
Succeduto nei titoli paterni, preferì vivere lontano dalla scena politica, disgustato sia dal comportamento dei realisti che da quello dei parlamentari che sistematicamente tradivano gli ideali per i quali il Commonwealth era stato creato. Visse in quegli anni in ritiro a Bidston Hall, nel Cheshire, garantendo comunque il proprio appoggio a George Booth, I barone Delamer durante la rivolta del 1659. Per questo suo sostegno al ritorno della legalità, con la restaurazione monarchica dell'anno successivo gli vennero restituite le terre di famiglia sull'Isola di Man.
Dal 1666 al 1667 fu sindaco di Liverpool, dove morirà nel 1672.

## Matrimonio
Charles Stanley sposò nel 1650 Dorothea Helena Kirkhoven (m. 1674), figlia di Jehan, signore di Heenvliet, e di sua moglie, Katherine Stanhope (poi contessa di Chesterfield). Dorothea era un personaggio estremamente influente a corte in quanto si vociferava che avesse avuto una relazione extraconiugale col futuro re Carlo II d'Inghilterra dalla quale era nato addirittura un figlio.
Chares e Dorothea ad ogni modo ebbero due figli:
- William George Richard Stanley, IX conte di Derby (18 marzo 1656 - 5 novembre 1702), sposò lady Elizabeth Butler
- James Stanley, X conte di Derby (3 luglio 1664 - 1º febbraio 1735), sposò Mary Morley

## Ascendenza
|                                         |                               |                                          | Genitori                                   |  |  | Nonni |  |  | Bisnonni                            |  |  | Trisnonni                              |  |
|                                         |                               |                                          |                                            |  |  |       |  |  | 8. Henry Stanley, IV conte di Derby |  |  | 16. Edward Stanley, III conte di Derby |  |
|                                         |                               |                                          |                                            |  |  |       |  |  | 8. Henry Stanley, IV conte di Derby |  |  | 16. Edward Stanley, III conte di Derby |  |
|                                         |                               | 17. Dorothy Howard                       |                                            |  |  |       |  |  | 8. Henry Stanley, IV conte di Derby |  |  |                                        |  |
| 4. William Stanley, VI conte di Derby   |                               |                                          |                                            |  |  |       |  |  | 8. Henry Stanley, IV conte di Derby |  |  |                                        |  |
|                                         |                               | 9. Margaret Clifford                     | 18. Henry Clifford, II conte di Cumberland |  |  |       |  |  |                                     |  |  |                                        |  |
|                                         |                               | 9. Margaret Clifford                     | 18. Henry Clifford, II conte di Cumberland |  |  |       |  |  |                                     |  |  |                                        |  |
|                                         |                               | 9. Margaret Clifford                     | 19. Eleanor Brandon                        |  |  |       |  |  |                                     |  |  |                                        |  |
| 2. James Stanley, VII conte di Derby    |                               | 9. Margaret Clifford                     |                                            |  |  |       |  |  |                                     |  |  |                                        |  |
|                                         |                               | 10. Edward de Vere, XVII conte di Oxford | 20. John de Vere, XVI conte di Oxford      |  |  |       |  |  |                                     |  |  |                                        |  |
|                                         |                               | 10. Edward de Vere, XVII conte di Oxford | 20. John de Vere, XVI conte di Oxford      |  |  |       |  |  |                                     |  |  |                                        |  |
|                                         |                               | 10. Edward de Vere, XVII conte di Oxford | 21. Margery Golding                        |  |  |       |  |  |                                     |  |  |                                        |  |
| 5. Elizabeth de Vere                    |                               | 10. Edward de Vere, XVII conte di Oxford |                                            |  |  |       |  |  |                                     |  |  |                                        |  |
|                                         |                               | 11. Anne Cecil                           | 22. William Cecil, I barone Burghley       |  |  |       |  |  |                                     |  |  |                                        |  |
|                                         |                               | 11. Anne Cecil                           | 22. William Cecil, I barone Burghley       |  |  |       |  |  |                                     |  |  |                                        |  |
|                                         |                               | 11. Anne Cecil                           | 23. Mildred Cooke                          |  |  |       |  |  |                                     |  |  |                                        |  |
| 1. Charles Stanley, VIII conte di Derby |                               | 11. Anne Cecil                           |                                            |  |  |       |  |  |                                     |  |  |                                        |  |
|                                         | 12. Louis III de La Trémoille | 24. François II de La Trémoille          |                                            |  |  |       |  |  |                                     |  |  |                                        |  |
|                                         | 12. Louis III de La Trémoille | 24. François II de La Trémoille          |                                            |  |  |       |  |  |                                     |  |  |                                        |  |
|                                         | 12. Louis III de La Trémoille | 25. Anne de Laval                        |                                            |  |  |       |  |  |                                     |  |  |                                        |  |
| 6. Claude de La Trémoille               | 12. Louis III de La Trémoille |                                          |                                            |  |  |       |  |  |                                     |  |  |                                        |  |
|                                         |                               | 13. Jeanne de Montmorency                | 26. Anne de Montmorency                    |  |  |       |  |  |                                     |  |  |                                        |  |
|                                         |                               | 13. Jeanne de Montmorency                | 26. Anne de Montmorency                    |  |  |       |  |  |                                     |  |  |                                        |  |
|                                         |                               | 13. Jeanne de Montmorency                | 27. Maddalena di Savoia                    |  |  |       |  |  |                                     |  |  |                                        |  |
| 3. Charlotte de La Trémoille            |                               | 13. Jeanne de Montmorency                |                                            |  |  |       |  |  |                                     |  |  |                                        |  |
|                                         |                               | 14. Willem I van Oranje                  | 28. Willem I van Nassau-Dillenburg         |  |  |       |  |  |                                     |  |  |                                        |  |
|                                         |                               | 14. Willem I van Oranje                  | 28. Willem I van Nassau-Dillenburg         |  |  |       |  |  |                                     |  |  |                                        |  |
|                                         |                               | 14. Willem I van Oranje                  | 29. Juliana zu Stolberg-Wernigerode        |  |  |       |  |  |                                     |  |  |                                        |  |
| 7. Charlotte Brabantina van Nassau      |                               | 14. Willem I van Oranje                  |                                            |  |  |       |  |  |                                     |  |  |                                        |  |
|                                         |                               | 15. Charlotte de Bourbon-Montpensier     | 30. Louis III de Montpensier               |  |  |       |  |  |                                     |  |  |                                        |  |
|                                         |                               | 15. Charlotte de Bourbon-Montpensier     | 30. Louis III de Montpensier               |  |  |       |  |  |                                     |  |  |                                        |  |
|                                         |                               | 15. Charlotte de Bourbon-Montpensier     | 31. Jacqueline de Longwy                   |  |  |       |  |  |                                     |  |  |                                        |  |
|                                         |                               | 15. Charlotte de Bourbon-Montpensier     |                                            |  |  |       |  |  |                                     |  |  |                                        |  |